# Fronteras del Perú
El Perú se encuentra situado en la parte occidental e intertropical de América del Sur. Está conformado por un territorio de una superficie continental de 1.285.215,60 km², lo que lo convierte en el vigésimo país más grande en tamaño de la Tierra y el tercero de América del Sur. Además, forma parte del territorio del Perú la superficie marina en el océano Pacífico, denominado Mar de Grau, que se extiende a lo largo del litoral peruano en una extensión de 3080 km y una línea imaginaria a 200 millas náuticas de distancia del punto más cercano de la costa.
El Perú tiene fronteras terrestres con cinco países: por el norte con Ecuador y Colombia; por el este con Brasil, por el sureste con Bolivia y por el sur con Chile, totalizando 7.073 km de línea de frontera terrestre. Adicionalmente posee fronteras marítimas con Ecuador y Chile. Las fronteras terrestres y marítimas del Perú están perfectamente delimitadas y amparadas por los respectivos tratados internacionales que son irreversibles en forma unilateral. 

## Fronteras terrestres
Las actuales fronteras del Perú, son producto de un proceso de consolidación de muchos años, que se inicia en 1821, tomando como base el Uti possidetis iure de 1810 y se terminará consolidando durante el siglo XXI. Sin embargo, no son ajenos a la consolidación de esas fronteras los Estados del Antiguo Perú. El territorio del virreinato del Perú de 1810, es el mismo que sirvió de base para formar la República del Perú. No fueron ajenos a este proceso de consolidación, los esfuerzos diplomáticos de la cancillería peruana que en algunos casos fracasaron y derivaron en conflictos armados, tomando protagonismo las Fuerzas armadas del Perú. Hasta el siglo XIX, tuvieron un importante protagonismo el Ejército del Perú, la Marina de Guerra del Perú y la Policía Nacional del Perú en dichos conflictos, mientras que en los del siglo XX, lo hizo también la Fuerza Aérea del Perú.
Las fronteras así configuradas, con enfrentamiento bélico o no, culminaron en una serie de tratados con los países vecinos, ya sean de paz, amistad y límites o de navegación y comercio, como es el caso de los tratados y convenios con los vecinos países amazónicos.

### Brasil
La frontera con Brasil cuenta con un total de 2.659 km, convirtiéndose así en la frontera más larga que posee Perú con país alguno y la primera en ser delimitada de forma definitiva por medio de tratados. La línea fronteriza cubre el territorio entre la boca del río Yavarí y la boca del río Yaverija en el Acre y se desarrolla íntegramente en selva amazónica. Los departamentos que forman parte de la frontera son Loreto, Ucayali, y Madre de Dios. La frontera fue delimitada mediante dos tratados. La Convención Fluvial sobre Comercio y Navegación y Parcial Acuerdo de Límites entre Perú y Brasil, firmado en Lima, el 23 de octubre de 1851, que fijó la línea de frontera al norte de la naciente del río Yavarí; y el Tratado de Límites, Comercio y Navegación de la Cuenca del Amazonas, entre el Perú y Brasil, firmado en Río de Janeiro el 8 de septiembre de 1909, entre el representante del Perú Hernán Velarde y José María Da Silva Paranhos do Río Branco, representante del Brasil.
Según estos tratados, la línea de frontera entre Perú y Brasil es como sigue:

- La boca del río Yavarí, en el Amazonas;
- Por el talweg del río Yavarí, aguas arriba, en todo su curso, hasta su naciente;
- La divisoria de aguas existente entre los ríos Ucayali (Perú) y Yurúa (Brasil), hasta el paralelo 9º24'36" S, que corresponde a la boca del río Breu, afluente del Yurúa;
- Sigue por este paralelo en dirección este, hasta la boca del río Breu; sigue por el curso del Breu, aguas arriba, hasta su naciente;
- Sigue por la divisoria de aguas entre los ríos Torolluc en el Perú y Embira en el Brasil, hasta el paralelo 10º de latitud sur;
- Por el paralelo 10º de latitud sur, hacia el este, hasta la divisoria de aguas entre el Embira, en territorio brasileño, y el Curanja, en territorio peruano, hasta encontrar la naciente del río Santa Rosa;
- Por el río Santa Rosa, aguas abajo, hasta su confluencia con el río Purús;
- Por el río Purús, aguas arriba, hasta la boca del río Shamboyacu, desde este río aguas arriba, en todo su curso. Desde allí, siguiendo el meridiano del lugar, en dirección sur, hasta el paralelo 11º de latitud sur;
- Del paralelo 11º de latitud sur, una línea que va a encontrar la naciente del río Acre;
- Por el río Acre, aguas abajo, hasta la boca del riachuelo Yaverija, donde empieza la frontera con Bolivia, cerca al poblado de Iñapari.

### Bolivia
La frontera con Bolivia cuenta con un total de 1.212 km, que comprenden todo el territorio entre la boca del río Yaverija hasta el punto trifinio Bolivia-Chile-Perú del hito N.º 80. Los departamentos que forman parte de esta frontera son Madre de Dios, Puno y Tacna. La frontera con Bolivia fue delimitada también por dos tratados: el Tratado de Demarcación de Fronteras entre Perú y Bolivia, firmado en La Paz, el 23 de septiembre de 1902 y el Tratado de Rectificación de Fronteras entre Perú y Bolivia, firmado en La Paz, el 17 de septiembre de 1909; además de los protocolos firmado en La Paz el 2 de junio de 1925 y el Protocolo Ratificatorio firmado en La Paz el 15 de enero de 1932.
Según estos tratados la línea de frontera entre Perú y Bolivia, es como sigue:

- Desde la boca del río Yaverija, en el Acre, una línea geodésica hasta la parte occidental de la barraca Illampu, en el río Manuripe. Desde allí otra línea hasta la boca del río Heath, en el Madre de Dios;
- El río Heath, aguas arriba, hasta su naciente. Desde ese punto sigue por la línea divisoria del lugar hasta la boca del Colorado, en el río Tambopata;
- Por el río Tambopata, aguas arriba; río Lanza o Mosojhuaico, hasta el paralelo 10º 15‘ de latitud sur; y desde allí, por el paralelo en dirección oeste, hasta la línea divisoria entre los ríos Lanza o Mosojhuaico y Tambopata;
- Por esta divisoria, sigue la línea en dirección sur, pasando por las cumbres de las cordilleras Ichocorpa, Lurini Huajra, Yagua Yagua y los nevados Palomani Grande, Cunca y Tranca, desde donde desciende hacia la laguna Suches;
- El río Suches, hasta la boca del riachuelo Pachasilli; y desde allí, otra línea sinuosa, hasta la bahía de Cocahui, en el lago Titicaca;
- De la bahía de Cocahui, una línea recta al punto equidistante entre la isla Soto (Perú) y Chiquipa (Bolivia);
- Otra línea recta, hasta el punto equidistante entre la isla Sol o Titicaca (Bolivia) y punta Pomata (Perú); y, desde allí, otra línea recta hasta el lugar denominado punta Kasani;
- La línea de frontera continúa desde punta Kasani, donde se encuentra el hito Nº 22, con una trayectoria sinuosa sobre la península de Copacabana, hasta el arroyo Sehuenca. La parte norte de la península queda en territorio boliviano y la parte sur, en territorio peruano;
- La línea de frontera continúa en el lago Huiñaimarca, entre la isla Iscaya (Perú) y punta Huancallani (Bolivia); isla Cana (Perú) e isla Limina (Bolivia);
- Desde este punto, una línea recta en dirección sudoeste, hasta el punto intermedio entre punta Taraco (Bolivia) y punta Zepita (Perú) y otra en dirección sur, hasta la naciente del río Desaguadero, en el lago Huiñaimarca;
- El río Desaguadero, aguas abajo, por la margen izquierda primero, y por la margen derecha después, hasta la boca del río Cutjire. Desde este lugar prosigue en dirección sudoeste, sobre la meseta, pasando por la cumbre del cerro Ciquicapa, hasta Vilautane, a orillas del Mauri Chico;
- De Vilautane prosigue por las cumbres de los cerros Lirione, Laurane, Pococahua y Antajave, hasta la confluencia del río Ancomarca y el Maure;
- Finalmente, desde este lugar, una línea geodésica en dirección este, otra, hacia el sudeste y finalmente otra en dirección sur, hasta encontrar el hito Nº 80 de la frontera entre Perú, Chile y Bolivia, en medio de la meseta de Ancomarca, a 17º 29‘54“ de latitud sur y 69º 28‘ 28,8” de longitud occidental (UTM: N8030765,668; E20229603,682; Zona: 0,000; Factor escala: 4,917).

### Chile
La frontera con Chile es la más pequeña que posee el Perú en su territorio continental, con un total de 168 km. La línea fronteriza cubre el territorio entre la meseta de Ancomarca hasta un punto cerca del océano Pacífico, Tacna es el único departamento con frontera a Chile. Los límites entre ambos países quedaron fijados mediante el Tratado y Protocolo Complementario para resolver la cuestión de Tacna y Arica (Tratado de Lima), firmado en Lima, el 3 de junio de 1929. En virtud de este tratado Tacna retornaba al Perú y Arica pasaba a integrar, en forma definitiva, el territorio chileno. La instalación de los hitos fronterizos se efectuó en 1930, de lo cual se dejó un acta, con indicación de su ubicación. El punto de inicio de la frontera terrestre es materia de controversia entre Chile y Perú.
Según el tratado de Lima de 1929 la línea de frontera es como sigue:

- La línea divisoria entre dichas partes y, en consecuencia, la frontera entre los territorios del Perú y de Chile, parte de un punto de la costa que se denominará "Concordia", distante diez kilómetros al norte del puente del río Lluta. Perú sostiene que el punto denominado "Concordia" se ubica en coordenadas 18°21’08” S y 70°22’39” O en el sistema WGS84, en la intersección de la orilla del mar con el arco de diez kilòmetros de radio que haciendo centro en el puente sobre el río Lluta(Chile), se traza hacia el norte, siguiendo de allí hacia el Hito nº1 y los subsiguientes hitos colocados sobre dicho arco. Chile sostiene que el límite debe ser el paralelo que une el «Hito n.º 1» con la línea de baja marea situada 323 metros hacia el oeste, punto sobre el cual se encuentra el comienzo de la frontera marítima binacional.
- La línea de frontera sigue hacia el oriente, paralela a la línea del Ferrocarril de Arica a La Paz, distante diez kilómetros de ella dejando en territorio chileno las azufreras de Tacora (y también el volcán Tacora).
- La línea de frontera continúa por las sierras de Huaylillas, en dirección norte, hasta el cerro El Fraile.
- Desde el cerro El Fraile, una línea recta en dirección este, hasta la laguna Blanca.
- Una línea recta cruza laguna Blanca hasta su extremo nororiental. Desde allí la línea de frontera continúa hasta la cumbre del cerro Pacocahua, en la parte sur del caserío Ancomarca (Perú).
- Desde este lugar, otra línea recta sobre la meseta de Ancomarca, hasta el hito Nº 80 de la frontera entre Perú, Chile y Bolivia, que está a 17º 29‘ 54" de latitud sur y 69º 28‘ 28,8“ de longitud oeste (UTM: N8030765,668; E20229603,682; Zona: 0,001; Factor escala: 4,917).

### Colombia

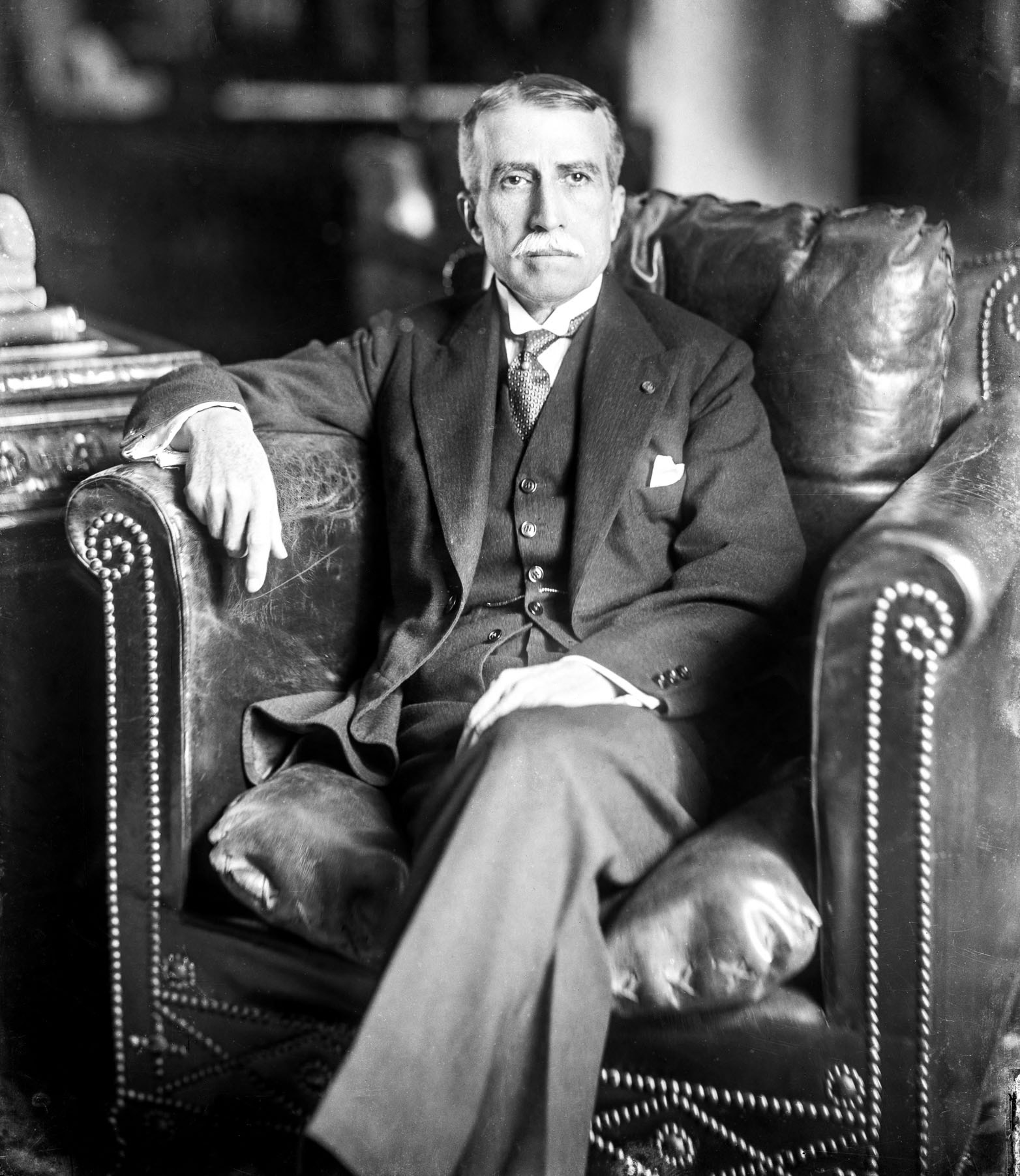
El presidente peruano Augusto B. Leguía (1908-1912 y 1919-1930), afrontó abiertamente la solución de los problemas limítrofes con los cinco países vecinos del Perú, solución irresponsablemente prorrogada o desatendida por sus antecesores. Muchos de sus arreglos limítrofes han sido y siguen siendo reprochados duramente por sus conciudadanos, pero al menos tuvieron la virtud de poner punto final a problemas, que, de haberse prorrogado más en el tiempo, habrían sido mucho más perjudiciales para los intereses de su país.

La frontera con Colombia posee un total de 1.494 km, convirtiéndose así en la tercera frontera más larga del Perú. La línea fronteriza cubre el territorio entre la boca del río Güepí hasta la boca de la quebrada San Antonio, donde empieza la frontera con Brasil. La característica más peculiar de éste límite es que discurre totalmente por la selva Amazónica, teniendo únicamente como departamento limítrofe a Loreto. Los límites entre ambos países quedaron fijados mediante el Tratado Salomón-Lozano, firmado en Lima el 24 de marzo de 1922 entre el ministro plenipotenciario de Colombia Pablo Lozano y el ministro de Relaciones Exteriores del Perú Alberto Salomón Osorio. Según este tratado, la línea de frontera entre Perú y Colombia, es como sigue:

- Desde la confluencia de los ríos Güepí y Putumayo, entre Perú, Ecuador y Colombia, aguas abajo por el río Putumayo, hasta la boca del río Yaguas;
- Una línea recta trazada desde la boca del río Yaguas, en el Putumayo, hasta la boca del río Atacuari, en el Amazonas;
- El río Amazonas, aguas abajo, siguiendo el curso del mismo, hasta la boca de la quebrada San Antonio, donde empieza la frontera con Brasil.

### Ecuador
La frontera con Ecuador cuenta con un total de 1.529 km, siendo por tanto la segunda de mayor extensión del Perú. Esta frontera, discurre por terrenos de variada geografía, incluyendo los esteros del Pacífico, el espacio andino y la amazonía. Los departamentos que forman parte de esta frontera son Tumbes, Piura, Cajamarca, Amazonas y Loreto. La línea fronteriza cubre el territorio entre la boca de Capones hasta la boca del Güepí en el río Putumayo. Está frontera ha sido una de las más difíciles de trazar debido a los intereses de ambas naciones sobre los territorios que ésta comprende, a ambos lados de la línea limítrofe. La frontera entre el Perú y Ecuador quedó delimitada mediante el Protocolo de Paz, Amistad y Límites de Río de Janeiro, firmado el 29 de enero de 1942, por el doctor Alfredo Solf y Muro, Ministro de Relaciones Exteriores del Perú y Júlio Tobar Donoso, Ministro de Relaciones Exteriores del Ecuador. Se constituyeron garantes de su cumplimiento Brasil, Argentina, Chile y los Estados Unidos de América.
Este tratado internacional fue aprobado por el Congreso del Perú, el 26 de febrero de 1942 (Resolución Legislativa N.º 9574) y por el Congreso del Ecuador, el 28 de febrero del mismo año. De acuerdo al protocolo en referencia, la línea de frontera entre Perú y Ecuador es como sigue:

- Sector occidental:

- Boca de Capones en el océano Pacífico;
- Río Zarumilla y quebrada Balzamal o Lajas;
- Río Tumbes o Puyango y quebrada de Cazaderos;
- Quebrada de Pilares y río Alamor hasta el río Chira;
- Río Chira, aguas arriba; ríos Macará, Calvas y Espíndola, hasta su naciente en el nudo de Cabanillas;
- Ríos Blanco(Perú) y Canchis, aguas abajo, hasta el río Chinchipe;
- Río Chinchipe, aguas abajo, hasta la boca del río San Francisco.

- Sector oriental:

- Río San Francisco, hasta sus nacientes, en la cordillera del Cóndor;
- El divortium acuarum o divisoria de aguas que existe, entre los ríos Santiago (peruano) y Zamora (ecuatoriano) hasta la confluencia del río Yaupi con el Santiago. Esa divisoria de aguas la conforma la cordillera del Cóndor;
- Desde allí una línea recta hasta la boca del río Bobonaza, en el Pastaza y otra, hasta la confluencia de los ríos Cunambo y Pintoyacu, para formar el Tigre;
- Desde este lugar otra línea recta hasta la boca del río Cononaco, en el Curaray. Desde allí, aguas abajo por este río, hasta la localidad de Bellavista;
- Desde Bellavista otra línea recta hasta la boca del Yasuni, en el río Napo;
- Por el río Napo, aguas abajo, hasta la boca del río Aguarico;
- El río Aguarico, aguas arriba; río Lagartococha o Zancudo, hasta su origen;
- Desde allí una línea recta que va a encontrar al río Güepí. Sigue por este río, aguas abajo, hasta su confluencia con el Putumayo, donde empieza la frontera con Colombia.

## Fronteras marítimas

### Ecuador

Mapa de la frontera marítima entre Perú y Ecuador.

El 18 de agosto de 1952, ambos países (junto con Chile) suscribieron en Santiago de Chile la denominada: «Declaración de Zona Marítima», mediante la cual reclamaban las aguas marinas hasta 200 millas náuticas inmediatas a sus costas. En su artículo IV la misma decía: 

«En el caso de territorio insular, la zona de 200 millas marinas se aplicará en todo el contorno de la isla o grupo de islas. Si una isla o grupo de islas pertenecientes a uno de los países declarantes estuviere a menos de 200 millas marinas de la zona marítima general que corresponde a otro de ellos, la zona marítima de esta isla o grupo de islas quedará limitada por el paralelo del punto en que llega al mar la frontera terrestre de los estados respectivos.»

Dos años después, para complementar el acuerdo anterior, los tres países firmaron el 4 de diciembre de 1954 en Lima el llamado: «Convenio sobre zona especial fronteriza marítima». Con él buscaban crear en el mar una zona especial que estaría ubicada más allá de las 12 millas marinas desde sus riberas y que constaría de una franja con un ancho de 10 millas marinas. El objetivo era ordenar la pesca artesanal costera y así evitar conflictos jurisdiccionales. Aquí, como en la declaración de 1952, se vuelve a hablar de límites situados sobre paralelos: 

«Establécese una "Zona Especial", a partir de las 12 millas marinas de la costa, de 10 millas marinas de ancho a cada lado del paralelo que constituye el límite marítimo entre los dos países.»

Si bien el Perú y Ecuador en la práctica siempre aceptaron que la línea que sigue el paralelo geográfico constituía su frontera marítima, no fue sino hasta el año 2011 en que éstos la formalizaron mediante la suscripción del «Acuerdo por intercambio de Notas de contenido idéntico entre la República del Perú y la República del Ecuador sobre Límites Marítimos», llamadas también notas reversales, las cuales constituyeron un entendimiento donde se describió por primera vez, de manera detallada y con las correspondientes coordenadas y representaciones gráficas, la frontera marítima entre ambos países. Dicho acuerdo fue registrado en la Secretaría General de Naciones Unidas como acuerdo internacional, de conformidad al artículo 102 de la Carta de la ONU.

«El límite entre los espacios  marítimos bajo soberanía o derechos de soberanía y jurisdicción del Perú y el Ecuador, incluyendo tanto la columna de agua como su suelo y subsuelo, se extenderá a lo largo del paralelo geográfico 03º23´33.96"S, que con el meridiano 80º19´16.31"W corresponde al punto de inicio de la frontera terrestre ratificada por el Acta de Brasilia de 26 de octubre de 1998 y cuya equivalencia en el sistema WGS 84, 03º23´31.65"S y 80º18´49.27"O respectivamente, fue definida en el Acta suscrita la término de la IV Reunión de la Comisión Mixta Permanente de fronteras Perú-Ecuador (COMPEFEP), llevada a cabo en Lima, los días 23 y 24 de abril de 2009.»

Según este acuerdo la frontera entre los espacios marítimos bajo soberanía o derechos de soberanía y jurisdicción del Perú y Ecuador, se extiende a lo largo del paralelo geográfico 3° 23′ 31.65″ S que con el meridiano 80° 18′ 49.27″ O corresponde al punto de inicio de la frontera terrestre. El punto de partida de la frontera marítima se inicia en la coordenada 3° 23′ 31.65″ S y 81° 9′ 12.53″ O, que corresponde al punto en el que convergen las líneas de base del Perú y Ecuador, y es desde este punto en que la frontera se extiende hasta una distancia de 200 millas náuticas. Las aguas interiores adyacentes a ambos estados son delimitados por el paralelo geográfico 3° 23′ 31.65″ S. La naturaleza de las aguas interiores de ambos países es sin perjuicio de las libertades de comunicación internacional, de conformidad con el Derecho Internacional consuetudinario.

### Chile

Mapa de la frontera marítima entre Perú y Chile.

El gobierno del Perú mantuvo durante años una discrepancia con su similar de Chile, pues mientras el Perú argumentaba que la frontera no estaba fijada y que ésta debía establecerse siguiendo una línea equidistante, el gobierno chileno sostenía que ésta ya existía según acuerdos suscritos entre ambos países, y que la línea fronteriza seguía el paralelo geográfico hasta las 200 millas. Luego de seguir un largo proceso ante la Corte Internacional de Justicia de La Haya, ésta emitió en 2014 su sentencia estableciendo de manera definitiva la frontera marítima común, la cual se inicia en el punto en que el paralelo geográfico que pasa por el Hito N.º 1 se interseca con la línea de baja marea, y a partir de allí se prolonga hasta las 80 millas, luego continúa en dirección sudoeste sobre una línea equidistante desde las costas de ambos países hasta su intersección con el límite de las 200 millas náuticas medidas desde las líneas de base de Chile y, posteriormente, continúa hacia el sur hasta el punto de intersección con el límite de las 200 millas náuticas medidas desde las líneas de base de ambos países. La Corte definió el trazado de la frontera marítimas sin determinar las coordenadas geográficas precisas y dispuso que las partes debían proceder a determinar tales coordenadas de conformidad con el fallo, lo cual ocurrió el 25 de marzo de 2014.
| Nombre                                         | Coordenadas                                            |
| ---------------------------------------------- | ------------------------------------------------------ |
| Punto de inicio de la frontera marítima (PIFM) | 18°21′00.42″S 70°22′49.80″O / -18.3501167, -70.3805000 |
| Punto A                                        | 18°21′00.42″S 71°46′56.23″O / -18.3501167, -71.7822861 |
| Punto intermedio N.º I-1                       | 18°37′46.94″S 72°02′01.13″O / -18.6297056, -72.0336472 |
| Punto intermedio N.º I-2                       | 18°53′23.91″S 72°20′24.42″O / -18.8899750, -72.3401167 |
| Punto intermedio N.º I-3                       | 19°17′23.40″S 72°47′33.04″O / -19.2898333, -72.7925111 |
| Punto intermedio N.º I-4                       | 19°21′03.52″S 72°51′48.05″O / -19.3509778, -72.8633472 |
| Punto intermedio N.º I-5                       | 19°24′08.15″S 72°55′39.04″O / -19.4022639, -72.9275111 |
| Punto intermedio N.º I-6                       | 19°52′42.20″S 73°36′12.17″O / -19.8783889, -73.6033806 |
| Punto B                                        | 19°58′24.38″S 73°45′11.78″O / -19.9734389, -73.7532722 |
| Punto C                                        | 20°11′54.41″S 73°43′50.58″O / -20.1984472, -73.7307167 |